# Arka Noego (film 2015)
Arka Noego (ang. The Ark) – brytyjski telewizyjny film religijny wyemitowany po raz pierwszy przez BBC One w 2015 roku. Film opowiada historię biblijnego Noego i potopu.

## Obsada
- David Threlfall - Noe
- Joanne Whalley - Emmie
- Ashley Walters - Anioł
- Don Warrington - Paul
- Michael C. Fox - Sem
- Ian Smith - Cham
- Andrew Hawle - Jafet
- Nico Mirallegro - Kenan
- Emily Bevan - Salit
- Hannah John-Kamen - Nahlab
- Georgina Campbell - Aris
- Antonia Thomas - Sabba